# John Bull (Politiker, um 1740)
John Bull (* um 1740 in Prince William’s Parish, Beaufort County, Province of South Carolina, Kolonie des Königreichs Großbritannien, heute USA; † 1802 in Prince William’s Parish, Beaufort County, South Carolina, USA) war ein US-amerikanischer Staatsmann und Kämpfer für die amerikanische Unabhängigkeit, der für South Carolina von 1784 bis 1787 im Kontinentalkongress saß.
Er war Friedensrichter des Greenville County; 1772 Mitglied des Provinzialparlaments von South Carolina; ebenfalls 1772 stellvertretender Provinzsekretär; 1775 Delegierter beim ersten und 1776 beim zweiten Provinzialkongress; 1776 Mitglied der ersten Hauptversammlung; arbeitete 1778–1781 und 1784 im Repräsentantenhaus von South Carolina; und arbeitete 1789 im Senat von South Carolina.